# Игнатьева, Зоя Трофимовна
Зоя Трофимовна Игнатьева (урождённая Алыпова, 15 декабря 1917 год — 20 мая 1988 года) — советская работница промышленности, токарь Пермского моторного завода, Герой Социалистического Труда (1960).

## Биография
Родилась 15 декабря 1917 года в Перми.
Окончив начальную школу, начала работать. В 1936 году окончила школу ФЗУ при машиностроительном заводе им. Ф. Э. Дзержинского, работала на этом же заводе токарем. В 1938 году Игнатьева перешла работать токарем цеха № 37 на моторостроительный завод имени И. В. Сталина (позже — Я. М. Свердлова, ныне — ЗАО «Пермский моторостроительный комплекс»). В годы Великой Отечественной войны была членом фронтовой бригады, часто работала в две смены.
После войны продолжала работать токарем, отдавая производству свои силы и большой опыт. Бригада, в которой она работала, по её предложению решила поднять до своего уровня отстающих молодых рабочих участка. Приняв 10 человек, взяли над ними шефство. Вскоре каждый из новичков стал самостоятельно перевыполнять дневные нормы.
Проработала на заводе почти 35 лет, выйдя на пенсию в 1972 году. Кроме производственной, занималась общественной деятельностью, в 1957—1965 годах избиралась депутатом Сталинского районного Совета и Пермского городского Совета депутатов трудящихся. Была членом члена Всесоюзного общества изобретателей и рационализаторов. Будучи членом КПСС, являлась делегатом XXXI и XXXII Свердловской районной партийной конференции.
Жила в Перми. Умерла 20 мая 1988 года.
В Государственном архиве Пермской области и личном фонде Семёнова Геннадия Фёдоровича (редактора сатирического журнала «Спутник Крокодила») имеются документы, относящиеся к З. Т. Игнатьевой.

## Награды
- Указом Президиума Верховного Совета СССР от 7 марта 1960 года в ознаменование 50-летия Международного женского дня, за выдающиеся достижения в труде и особо плодотворную общественную деятельность Игнатьевой Зое Трофимовне присвоено звание Героя Социалистического Труда с вручением ордена Ленина и золотой медали «Серп и Молот»[4].
- Также была награждена медалями СССР, среди которых «За доблестный труд в ознаменование 100-летия со дня рождения В. И. Ленина» и «Ветеран труда».